# Geoffrey Timms
Geoffrey Timms   (Bradford, 16 de febrer de 1903 - Auckland, 2 de desembre de 1982) va ser un matemàtic anglès.
Timms va estudiar a la universitat de Leedsi va obtenir el doctorat el 1929 a la universitat de Cambridge. A partir d'aquesta data va ser professor de la universitat de St Andrews, fins que va esclatar la Segona Guerra Mundial, quan va començar a treballar a Newmanry, la secció de Bletchley Park que investigava sistemes informatitzats de desxifrar el codi de transmissions que utilitzaven els alemanys. En acabar la guerra, Timms va romandre al servei del Govern Britànic en el seu Quarter General de Comunicacions. Es va retirar el 1968. Timms es recordat per haver estat l'autor el 1945, juntament amb Jack Good i Donald Michie, de l'informe final de les activitats de desencriptat i de les funcions dels ordinadors (especialment del Colossus) en aquesta tasca. Aquest informe, que portava el títol de General Report on Tunny, va estar classificat alt secret pel Govern Britànic fins a l'any 2000 en que va ser desclassificat.